# ...à la fumée
...à la fumée est une œuvre musicale pour grand orchestre et instruments solistes de la compositrice finlandaise Kaija Saariaho, créé en 1991 à Helsinki.

## Description
...à la fumée est une commande de la Radio finlandaise YLE. La partition est composée durant l'année 1990. L'œuvre est créée le 20 mars 1991 lors de Biennale d'Helsinki, sous la direction du chef d'orchestre finlandais Esa-Pekka Salonen, avec Petri Alanko à la flûte, Anssi Karttunen au violoncelle et l'Orchestre de la Radio finlandaise. L'exécution dure environ 18 minutes. La partition est éditée par Wilhelm Hansen.
Les deux instruments solistes, violoncelle et flûte, sont transformés électroniquement. Ceux-ci, en particulier la dernière, de par leur nature plus vive et imprévisible, s'associent mieux au caractère diffus et expansif de la fumée ; de plus, l'assistance électronique permet au son de la flûte d'être amplifié à la hauteur de l'orchestre. Le style musical, dont celui de Kaija Saariaho est souvent rapproché avec le spectralisme, est assimilé à la musique du compositeur hongrois György Ligeti.

## Du Cristal...
...à la Fumée est la deuxième partie d'un diptyque avec Du Cristal..., d'une durée totale de trente-huit minutes. Le titre du diptyque est emprunté à Henri Atlan, de son ouvrage de 1979 Entre le cristal et la fumée. Essai sur l’organisation du vivant. La compositrice reçoit deux commandes en même temps pour une pièce pour grand orchestre ; elle n'a jamais composé de telles ouvrages avant mais accepte et décide de relier les deux compositions.
Le premier représente l'état solide et permanent, le second un état gazeux et éphémère. Les deux ouvrages peuvent être joués séparément ou ensemble. Du Cristal... est composé pour orchestre, ...à la Fumée intègre quant à lui dans sa composition deux instruments solistes (alto et violoncelle), arrangés avec de l'électronique, qui sont ajoutés à l'orchestre. Un lien musical existe entre ces deux parties : la fin de la première fait jouer un trille au violoncelle, repris dans le tout début de la seconde.

## Orchestration
- Solistes : flûte alto, violoncelle ;
- 4 flûtes, 3 hautbois, 4 clarinettes, 2 bassons, saxophone alto, 4 cors, 3 trompettes, 3 trombones, tuba ;
- 5 percussionnistes, 1 piano, 1 synthétiseur ;
- 16 violons, 14 violons II, 12 altos, 10 violoncelles, 1 harpe, 8 contrebasses.

## Discographie
- Saariaho : Du Cristal à la Fumée/Nymphéa, Ondine, 1993, dirigé par Esa-Pekka Salonen, LAPhil, avec le Kronos Quartet.
- Saariaho : Du Cristal…à la Fumée/Sept papillons/Nymphéa, Ondine, 2004.
- Sur Kaija Saariaho: Works for Orchestra, Ondine, 2012.